# 小行星9471
小行星9471（英語：9471 Ostend）是一颗围绕太阳公转的小行星。1998年7月26日，天文学家艾瑞克·怀特·埃尔斯特在拉西拉天文台发现了此天体。
这颗小行星的绝对星等为110.80994等。